# 相似寄居蟹
相似寄居蟹（学名：Pagurus similis）为寄居蟹科寄居蟹屬下的一个种。